# سعيد كواشي
سعيد كواشي (بالفرنسية: Saïd Kouachi)‏ (1980-2015) وهو أحد المنفذين لحادثة الهجوم على صحيفة شارلي إبدو في 7 يناير 2015 رفقة شقيقه الاصغر شريف كواشي.

## النشأة
ولد سعيد كواشي في 7 سبتمبر 1980 في باريس (فرنسا). من والدين من أصول جزائرية، توفيت أمه في سنة 1995.

## ذهابه لليمن
في 2011 زار اليمن وبقي هناك عدة أشهر التقى فيها أنور العولقي كما تدرب على استعمال السلاح في معسكرات تنظيم القاعدة في جزيرة العرب وقال مسؤول يمني على دراية بالموضوع إن الحكومة اليمنية كانت على علم بصلات محتملة بين سعيد كواشي وتنظيم «القاعدة في جزيرة العرب» وإنها تحقق في هذه الصلات المحتملة. وقالت المصادر إنه بعد أن عاد سعيد كواشي إلى فرنسا من اليمن تجنب مع شقيقه أي أنشطة ربما تجتذب اهتمام أجهزة الأمن والمخابرات الفرنسية. وأضافت أنه في الأشهر السابقة على تنفيذهم للهجوم على لم تكن وكالات مكافحة الإرهاب الفرنسية تعتبر الرجلين هدفين لهما أولوية
الا ان مصادر حكومية أمريكية قالت إن سعيد كواشي وشقيقه شريف وضعا في إثنتين من قواعد البيانات الأمنية الأمريكية وهما قاعدة بيانات شديدة السرية لمكافحة الإرهاب تحتوي على معلومات بشأن 1.2 مليون مشتبه به محتمل، والثانية قائمة أصغر كثيراً «لحظر الطيران» يحتفظ بها مركز مراقبة الإرهابيين.

## عودته من اليمن
تزوج سعيد كواشي عند عودته إلى فرنسا في 2012. ثم سافر مع شقيقه شريف إلى بلجيكا مطلع العام 2015.

## الهجوم على صحيفة شارلي إبدو
في يوم الأربعاء 7 يناير 2015 قام سعيد كواشي رفقة شقيقه شريف باقتحام مقر صحيفة شارلي إبدو وقاما باطلاق النار من سلاحيهما وقتلا 10 عاملين بالصحيفة وجرحا 11 آخرين وعند خروجهما قاما بقتل شرطيين ثم فرا على متن سيارة سيتروين سوداء اللون
وكالة الأنباء رويترز أعلنت أن 3 مشتبه فيهم تم التعرف إليهم بعد اكتشاف بطاقة هوية سعيد كواشي كانت موجودة في إحدى السيارات المهجورة التي كان المشتبه بهم قد سرقوها للهروب بها
يوم الجمعة 9 يناير قوات الأمن قامت بعملية اقتحام مساء وذلك ضد سعيد كواشي واخيه شريف المتهمين بهجوم تشارلي المتحصنين في دامارتان أون غويل (سين ومارن) شمال باريس قبل الساعة 17:00 بدقائق خرج المسلحان سعيد كواشي واخوه شريف من مقر المطبعة وبدأى بإطلاق النار على قوات الأمن والشرطة الموجودة في المكان، والتي بادرت بالرد عليهما وبدأ عملية اقتحام وتحرير الرهينة الوحيد الموجود في المكان. قوة تدخل تم إنزالها بالمروحية على سطح المطبعة وانتهت العملية بمقتل سعيد كواشي وشريف كواشي وجرح أحد أفراد الأمن جرح بجروح طفيفة.